# ¿Quién mató a Sara?
¿Quién mató a Sara? és una sèrie de televisió mexicana de drama i suspens produïda per Perro Azul per Netflix. Creada per José Ignacio Valenzuela, dirigida per David Ruiz i Bernardo de la Rosa, i produïda per Alexis Fridman, Juan Uruchurtu i José Ignacio Valenzuela. És protagonitzada per Manolo Cardona, Carolina Miranda, Ginés García Millán, Claudia Ramírez, Eugenio Siller i Alejandro Nones. El tràiler de la sèrie es va llançar el 19 de febrer de 2021. La sèrie es va estrenar el 24 de març de 2021.
El 26 de març de 2021, Netflix va confirmar que la sèrie va ser renovada per a una segona temporada, que va ser estrenada el 19 de maig de 2021. La primera temporada de la sèrie s’ha convertit en la millor estrena de parla no anglesa en la història de Netflix als Estats Units (aproximadament 55 milions de comptes han vist o començat a veure la sèrie en el seu primer mes d'estrena).

## Sinopsi

### Temporada 1
Després de 18 anys de presó, Álex fa pagar als membres de la família Lazcano, qui el van incriminar en l'assassinat de la seva germana Sara per preservar el seu bon nom.

### Temporada 2
Per concretar la seva venjança, Álex haurà d'endinsar-se en la fosca psique de la seva germana i acceptar el fet que mai va conèixer a la veritable Sara.

## Repartiment
- Manolo Cardona com Alejandro «Álex» Guzmán Zaldivar
  - Leo Deluglio com Alejandro de jove
- Carolina Miranda com Elisa Lazcano
- Ginés García Millán com César Lazcano
- Claudia Ramírez com Mariana Toledo de Lazcano
- Alejandro Nones com Rodolfo Lazcano
  - Andrés Baida com Rodolfo de jove
- Eugenio Siller com José María «Chema» Lazcano
  - Polo Morín com José María de jove
- Ximena Lamadrid com Sara Guzmán Zaldivar
- Ana Lucía Domínguez com Sofía de Lazcano
- Luis Roberto Guzmán com Lorenzo Rossi
- Fátima Molina com Clara Fernández Gálvez
- Juan Carlos Remolina com Sergio Hernández
- Iñaki Godoy com Bruno Lazcano
- Héctor Jiménez com Elroy Silva
  - Marco Zapata com Elroy Silva de jove
- Ximena Lamadrid com Sara Guzmán
- Marco Treviño com El pare de Flor Sánchez
- Litzy com Marifer Fernández Gálvez
  - Ela Velden com Marifer de jove
- Matías Novoa com Nicandro Gómez
  - Martín Saracho com Nicandro de jove
- Mar Carrera com Lucía Guzmán
- Jean Reno
- Rebecca Jones

## Episodis

### Temporada 1 (2021)
| N.º (sèrie) | N.º (temp.) | Títol                                | Director(s) | Escriptor(s)                                 | Data d'emissió     |
| --- | ----------- | ------------------------------------ | ----------- | -------------------------------------------- | ------------------ |
| 1 | 1           | «No fue un error»                    | David Ruiz  | José Ignacio Valenzuela i Rosario Valenzuela | 24 de març de 2021 |
| Després de passar 18 anys en la presó, inculpat per la mort de la seva germana Sara, Alex Guzmán (Manolo Cardona) decideix iniciar amb la seva venjança contra la família Lazcano, els responsables del suposat assassinat, amenazandolos durant l'esdeveniment de nomenament de Rodolfo (Alejandro Nones), un dels fills dels Lazcano i l'antic amor de la seva germana. |             |                                      |             |                                              |                    |
| 2 | 2           | «Gente mala»                         | David Ruiz  | José Ignacio Valenzuela y Rosario Valenzuela | 24 de març de 2021 |
| 3 | 3           | «Cariños, Sara»                      | David Ruiz  | José Ignacio Valenzuela i Rosario Valenzuela | 24 de març de 2021 |
| 4 | 4           | «El monstruo de la familia»          | David Ruiz  | José Ignacio Valenzuela i Rosario Valenzuela | 24 de març de 2021 |
| 5 | 5           | «Seguro de vida»                     | David Ruiz  | José Ignacio Valenzuela i Rosario Valenzuela | 24 de març de 2021 |
| 6 | 6           | «Cacería»                            | David Ruiz  | José Ignacio Valenzuela i Rosario Valenzuela | 24 de març de 2021 |
| 7 | 7           | «El miedo y la culpa»                | David Ruiz  | José Ignacio Valenzuela i Rosario Valenzuela | 24 de març de 2021 |
| 8 | 8           | «Donde los sueños se hacen realidad» | David Ruiz  | José Ignacio Valenzuela i Rosario Valenzuela | 24 de març de 2021 |
| 9 | 9           | «Ver el mundo arder»                 | David Ruiz  | José Ignacio Valenzuela i Rosario Valenzuela | 24 de març de 2021 |
| 10 | 10          | «Dos tumbas»                         | David Ruiz  | José Ignacio Valenzuela i Rosario Valenzuela | 24 de març de 2021 |

### Temporada 2 (2021)
| N.º (sèrie) | N.º (temp.) | Títol                     | Director(s)      | Escriptor(s)                                 | Data d'emissió     |
| ----------- | ----------- | ------------------------- | ---------------- | -------------------------------------------- | ------------------ |
| 11          | 1           | «Las dos caras de Sara»   | Sense determinar | José Ignacio Valenzuela i Rosario Valenzuela | 19 de maig de 2021 |
| 12          | 2           | «Sangre en las manos»     | Sense determinar | José Ignacio Valenzuela i Rosario Valenzuela | 19 de maig de 2021 |
| 13          | 3           | «Derrumbe»                | Sense determinar | José Ignacio Valenzuela i Rosario Valenzuela | 19 de maig de 2021 |
| 14          | 4           | «Todo queda en tus manos» | Sense determinar | José Ignacio Valenzuela i Rosario Valenzuela | 19 de maig de 2021 |
| 15          | 5           | «Los muertos hablan»      | Sense determinar | José Ignacio Valenzuela i Rosario Valenzuela | 19 de maig de 2021 |
| 16          | 6           | «Esto es personal»        | Sense determinar | José Ignacio Valenzuela i Rosario Valenzuela | 19 de maig de 2021 |
| 17          | 7           | «Nunca fuimos amigos»     | Sense determinar | José Ignacio Valenzuela i Rosario Valenzuela | 19 de maig de 2021 |
| 18          | 8           | «Yo maté a Sara»          | Sense determinar | José Ignacio Valenzuela i Rosario Valenzuela | 19 de maig de 2021 |